# Mohawk Airlines
Mohawk Airlines fue una aerolínea que operó en la región del Atlántico Medio de Estados Unidos, sobre todo en los estados de Nueva York y Pensilvania desde mediados de los cuarenta del siglo XX hasta 1972 tras su adquisición por parte de Allegheny Airlines. Esta compañía empleó en sus mejores años a alrededor de 2 200 personas y fue pionera en el uso de numerosas técnicas de las aerolíneas regionales actuales.
Mohawk Airlines fue la primera compañía aérea estadounidense en contratar a una azafata negra.
En 1958 Mohawk movió su base de operaciones desde Ithaca a Oneida County Airport en Town of Whitestown, Nueva York, cerca de Utica.

## Historia
Esta aerolínea comenzó sus operaciones en 1945 como "Robinson Airlines" operando desde Ithaca Municipal Airport cerca de Ithaca (Nueva York), volando aviones de pistón monomotor con capacidad para tres pasajeros Fairchild F-24. Al crecer la compañía, en los cincuenta se incorpora a la flota el Douglas DC-3 y este se convierte en el principal avión de la flota de Mohawk. Más tarde se incorporan los Convair CV-240, CV-440 y Martin 4-0-4. La aerolínea intentó también establecer un servicio con helicópteros desde Nueva York a los complejos hoteleros de las montañas de Catskill, pero sin éxito. En 1952 Robinson Airlines fue comprada por Robert Peach, y su nombre cambiado a Mohawk Airlines. En 1958 la compañía traslada su base de operaciones a Utica, NY, en el corazón del Mohawk Valley.
El 11 de febrero de 1958, Ruth Carol Taylor fue contratada por Mohawk Airlines convirtiéndose en la primera azafata de origen afroamericano de los Estados Unidos. Sin embargo, seis meses después de romper esta barrera, Taylor fue despedida de la compañía por una norma que prohibía a las azafatas casarse con miembros de la compañía o quedarse embarazadas.
El 2 de julio de 1963, en Rochester, Nueva York, el Vuelo 121 de Mohawk Airlines, un Martin 4-0-4, intentó despegar en medio de una tormenta eléctrica y la punta de su ala tocó el suelo durante la maniobra. Como resultado murieron 7 personas. Otro accidente en extrañas circunstancias sucedió el 23 de junio de 1967 cuando el Vuelo 40 de Mohawk Airlines, un BAC 1-11 que volaba desde Elmira (Nueva York) a Washington, D. C. sufrió un incendio en la cola que destruyó el estabilizador, haciendo que el avión se estrellase en Blossburg, Pensilvania, matando a todos los 34 ocupantes. Al parecer el accidente fue provocado por el colapso de una válvula de no retorno en la unidad de potencia auxiliar o APU, que hizo que el fluido hidráulico se incendiase.

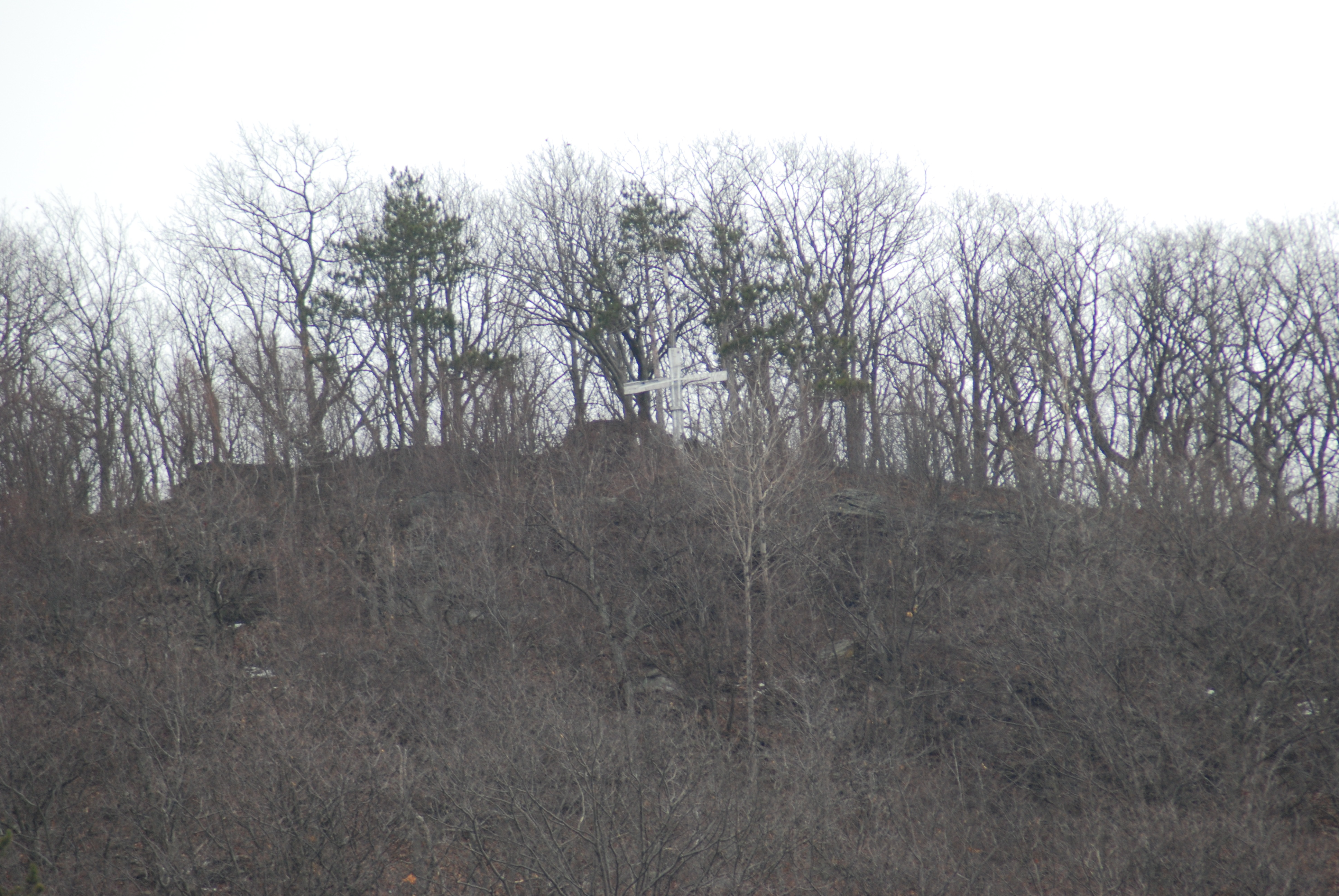
Lugar de impacto del vuelo 40 de Mohawk Airlines cerca de Blossburg, PA.

En 1961 Mohawk fue en la primera aerolínea en usar un sistema computarizado y centralizado para sus reservas. En 1965 fue también la primera aerolínea regional en utilizar simuladores de vuelo para instruir a sus pilotos. El mismo año, la aerolínea firmó un contrato para renovar su flota con la BAC, y todos los aviones de motores de explosión con pistones fueron sustituidos y la flota pasó a estar compuesta principalmente por BAC 1-11 y Fairchild Hiller FH-227.
El 19 de noviembre de 1969, el Vuelo 411 de Mohawk Airlines operado por un Fairchild Hiller FH-227B se estrella contra la Pilot Knob Mountain en Lake George, Nueva York cuando se encontraba en aproximación al Warren County Airport, Glens Falls, Nueva York con resultado de muerte de todos los 14 ocupantes.
El 3 de marzo de 1972, el Vuelo 405 de Mohawk Airlines, otro FH-227 se estrella contra una casa en Albany, Nueva York en aproximación al Albany County Airport. Al parecer, la tripulación tuvo problemas para desactivar el acelerador automático y mientras trataba de solucionarlo el avión se estrelló en las inmediaciones del aeropuerto, muriendo 16 de las 48 personas en el avión y una persona más en tierra. El único miembro superviviente de la tripulación fue la azafata Sandra Quinn.
En 1971, tras varios expedientes de regulación de empleo y huelgas de los empleados, la aerolínea comienza a acordar una fusión con Allegheny Airlines, fusión que se completó en 1972. La aerolínea resultante pasó a llamarse US Air, cambiando de nuevo el nombre a US Airways a finales de los noventa. Esta fue después adquirida por America West Airlines en el año 2005, pero se mantuvo el nombre de US Airways porque gozaba de mejor reputación a nivel nacional y entre los clientes.

## Antiguos destinos
- Connecticut
  - Hartford (Bradley International Airport)
- Illinois
  - Chicago (Chicago Midway Airport)
- Massachusetts
  - Bedford (Hanscom Field)
  - Boston (Logan International Airport)
  - Martha's Vineyard (Martha's Vineyard Airport)
  - Nantucket (Nantucket Memorial Airport)
  - Worcester (Worcester Regional Airport)
- Michigan
  - Detroit (Detroit Metropolitan Wayne County Airport)
- Minnesota
  - Minneapolis-St. Paul (Minneapolis-St. Paul International Airport)

- Nuevo Hampshire
  - Lebanon (Lebanon Municipal Airport)
  - Keene (Dillant-Hopkins Airport)*
  - Manchester (Grenier Field)
- Nueva Jersey
  - Atlantic City (Atlantic City International Airport)
  - Newark (Newark Liberty International Airport)
- Nueva York
  - Albany (Albany International Airport)
  - Alexandria Bay (Maxson Airfield)*
  - Binghamton (Greater Binghamton Airport)
  - Buffalo (Buffalo Niagara International Airport)
  - Glens Falls (Floyd Bennett Memorial Airport)*
  - Elmira/Corning (Elmira-Corning Regional Airport)
  - Ithaca/Cortland (Ithaca Tompkins Regional Airport)
  - Jamestown (Chautauqua County-Jamestown Airport)
  - Islip (Long Island MacArthur Airport)
  - Massena (Massena International Airport)
  - Nueva York (John F. Kennedy International Airport)
  - Oneonta/Cooperstown (Oneonta Municipal Airport)*
  - Plattsburgh (Clinton County Airport)
  - Poughkeepsie (Dutchess County Airport)*
  - Rochester (Greater Rochester International Airport)
  - Saranac Lake (Adirondack Regional Airport)
  - Syracuse (Syracuse Hancock International Airport)
  - Utica/Rome (Oneida County Airport)*
  - Watertown (Watertown International Airport)
  - White Plains (Westchester County Airport)

- Ohio

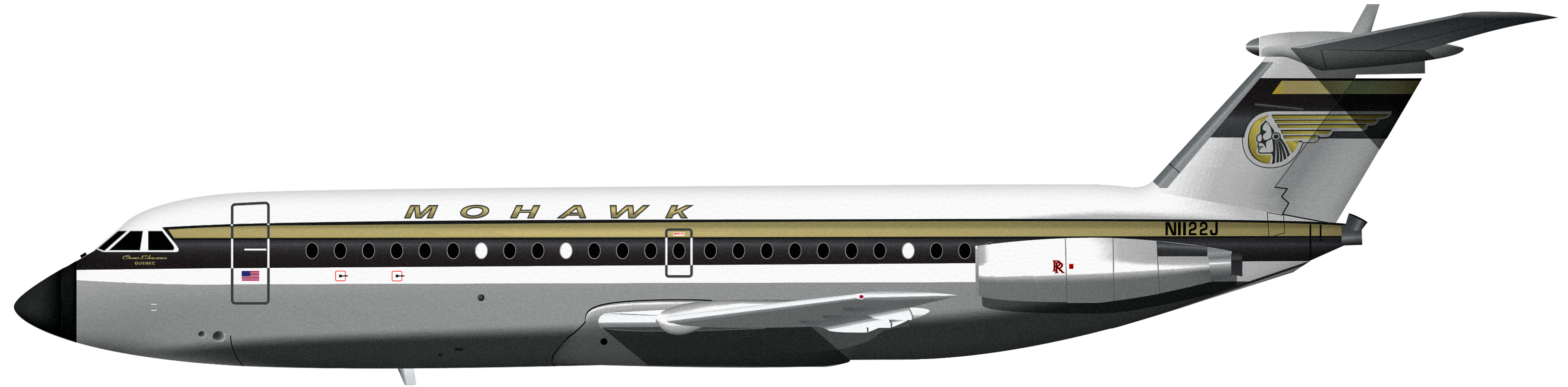
British Aircraft Corporation BAC-111 "Quebec" de Mohawk Airlines sobre 1972.

  - Cleveland (Cleveland Hopkins International Airport)
- Ontario, Canadá
  - Toronto (Toronto Pearson International Airport)
- Pensilvania
  - Filadelfia (Aeropuerto Internacional de Filadelfia)
  - Pittsburgh (Pittsburgh International Airport)
  - Erie (Erie International Airport)

- Quebec, Canadá

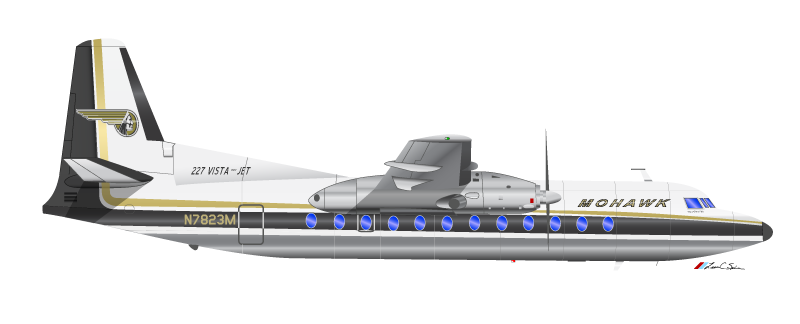
Fairchild-Hiller FH-227B "The City of Glens Falls" de Mohawk Airlines sobre 1970.

  - Montreal (Montréal-Pierre Elliott Trudeau International Airport)
- Rhode Island
  - Providence (T. F. Green Airport)
- Vermont
  - Burlington (Burlington International Airport)
  - Rutland (Rutland State Airport)
- Virginia
  - Washington, D. C. (Ronald Reagan Washington National Airport)[2]

 Los aeropuertos marcados con un asterisco(*) no se encuentran actualmente utilizados por ninguna compañía aérea.

## Flota
- DC-3 con la librea de Robinson Airlines.
- DC-3 con la librea de Mohawk Airlines.
- Convair 240
- Martin 4-0-4
- Convair 440
- BAC 1-11
- Fairchild Hiller FH-227
- Boeing 727-200 pedidos pero nunca entregados.
- BAC 1-11 en la última librea antes de la compra por Allegheny Airlines.

## En la cultura popular
En el álbum de 1971 de Chicago, Chicago III, el grupo grabó una canción llamada “Flight 602”. Más tarde ese mismo año en el álbum en vivo Chicago at Carnegie Hall, el grupo dijo que se trataba de un vuelo de Mohawk de Nueva York a Toronto.
La foto en la cubierta del primer álbum de los Traveling Wilburys, Traveling Wilburys Vol. 1, aparecen cinco fundas de guitarra con antiguas pegatinas de viaje. En la guitarra de la derecha hay una pegatina en la que se puede leer “Fly Mohawk”.
En el episodio "For Those Who Think Young" de la segunda temporada de la serie de AMC Mad Men, La compañía de anuncios ficticia Sterling Cooper trabaja en una campaña para Mohawk Airlines. En el siguiente episodio, "Flight 1", Sterling Cooper cancela su contrato con Mohawk para firmar otro con American Airlines, quienes está considerando cambiar de compañía publicitaria tras el accidente del Vuelo 1 de American Airlines.
Durante la 8.ª temporada de Embrujada, en el episodio 12, "The Eight Year Itch Witch", una agente de Mohawk Airlines llama a la habitación de hotel de Darrin Albany para decirle que su vuelo de las once se ha cancelado debido a la niebla.
En la comedia de situación animada F is for Family, que tiene lugar a principios de la década de 1970, el personaje principal, Frank, trabaja para una parodia de la aerolínea, llamada Mohican Airways.